# Palneca
Palneca (en cors Palleca) és un municipi francès, que està situat a la regió de Còrsega, al departament de Còrsega del Sud. L'any 1999 ja tenia 156 habitants.

## Demografia
| 1962 | 1968 | 1975 | 1982 | 1990 | 1999 |
| ---- | ---- | ---- | ---- | ---- | ---- |
| 348  | 378  | 276  | 204  | 147  | 156  |

## Administració
| Període | Identitat      | Partit | Qualitat |
| ------- | -------------- | ------ | -------- |
| 2001-   | Paulin Santoni |        |          |